# Mary Quintero
María del Carmen Quintero Corredoira, conocida artísticamente como  Mary Quintero (Melide, A Coruña, 9 de noviembre de 1931) es una fotógrafa española pionera en la utilización en España del proyector de fondos y el retoque fotográfico. Su trabajo ha sido reconocido con numerosos premios, entre ellos el Premio "Mejor Fotógrafo de España", otorgado en el II Congreso Nacional de Fotografía en 1981, la Medalla de Oro y Brillantes de Sevilla (2001) y la Medalla de Bronce de Galicia (2002). 

## Trayectoria

### Inicios  y primeras exposiciones
Mary Quintero se inició en el campo de la fotografía con su padre Aurelio Quintero y su madre  Amadora Corredoira. Su padre tenía un estudio en Melide y también hacía fotografía minutera en el exterior. Su madre se encargaba del retocado de las fotos. En el año 1940 la familia se desplazó a Lugo y abrieron un estudio. A los nueve años,  Mary Quintero ingresó en una academia para estudiar piano y pintura, formándose en la composición, la luz y el color mientras, en el estudio fotográfico familiar daba color y retocaba fotografías de forma lúdica. A los catorce años, se trasladó a Madrid a estudiar con el fotógrafo Pedro Jaraba, con quien aprendió a perfeccionar la técnica del retoque y de la pintura con colores transparentes. Además, se matriculó en una escuela para estudiantes de arquitectura, donde estudió con el pintor Carlos Pascual de Lara para mejorar la técnica del dibujo.
De regreso a Lugo, el director de Radio Lugo vio fotografías de Mary y la animó para hacer una exposición, presentada en 1947 en el Círculo de las Artes bajo el título " Nuevos horizontes de la fotografía". Con esta primera exposición, realizada a los quince años, se convirtió en la primera fotógrafa en firmar una exposición en Galicia.
En 1950, apoyada por la pintora Lola Ponte, realizó su segunda exposición titulada "Cincuenta retratos de mujer" organizada en el Centro de Turismo de Lugo, en la que presentó retratos de mujeres de la alta sociedad luguesa, un trabajo con el que empezó a ser conocida y reclamada para la realización de nuevos retratos. Acompañada de su padre, viajó periódicamente a Vigo y, estableciendo su estudio en el Hotel Alameda, retrató gran parte del alta sociedad viguesa.
En 1952 de nuevo con el apoyo de Lola Ponte, realizó su primera exposición en Vigo, titulada "Nuevos valores". El éxito de la exposición, donde entre otros retratos, se exponía un realizado a las hijas de Enrique Lorenzo Docampo, incrementó su clientela viguesa.
En 1954 se estableció con su familia en Vigo. En un primer momento tenía el estudio fotográfico en su propia casa. Con el tiempo llegó a tener hasta once personas empleadas, aunque su equipo de trabajo hasta su jubilación estuvo formado por un núcleo de cuatro mujeres: Ana, María Jesús, Marilí y (años más tarde) su hija María. En este periodo  Mary Quintero realizó varias exposiciones, entre ellas en 1963, la exposición " Bellos rostros", presentada en Vigo, que representaba unos veinte retratos de mujeres viguesas.  

### Innovación en la fotografía
Con sus propuestas innovadoras, Mary Quintero destacó por ser pionera en dar color con el pincel al blanco y negro de la fotografía aprovechando sus conocimientos de pintura.

"En la época de los retratos en blanco y negro, supe acercar a partir de mi propia paleta el condimento equilibrado y armónico del color. El que me hizo famosa fue a pintar fotos a mano, con colores transparentes" 

La revista Información Profesional Kodak publicó tres retratos de su autoría acompañados de un artículo y Francisco Torres Díaz, en su obra Un siglo de fotografía en España, la destacó cómo una de las fotógrafas de la década de los sesenta más sobresalientes en retrato del panorama español.
En los años setenta, Mary Quintero se adaptó a los cambios de la fotografía en blanco y negro a la de color situándose a la vanguardia de la utilización de tecnologías como el proyector de fondos (del que fue pionera en su introducción y uso en España y Portugal) y en la elaboración de una nueva técnica de retoque fotográfico para la fotografía en color, siendo reconocida como una de las profesionales más relevantes de la fotografía de estudio y la más prestigiosa retratista gallega de la época. 
Participó como ponente en numerosos congresos y seminarios del España, Europa, Rusia, América del Sur para exponer sus conocimientos junto a los más importantes fotógrafos españoles e internacionales, siendo durante muchos años la única mujer en los congresos de la industria fotográfica. Realizó numerosas exposiciones y su trabajo fue publicado en revistas especializadas como Foto Profesional, Información Profesional de Kodak, Foto/VENTAS etc.
A finales de los ochenta, realizó las fotografías de los carteles electorales de diversos candidatos a la presidencia de la Junta de Galicia, como Manuel Fraga o Xosé Manuel Beiras. De esta época destaca también la campaña publicitaria realizada para las líneas aéreas Aviaco.
En 1994, la revista Hiposulfito, publicación estatal de la Federación Española de Profesionales de la Fotografía, destacando su producción artística, su profesionalidad y su estilo, afirmó: “Si  Mary Quintero naciera en los EE. UU., multitud de libros internacionales incluirían su nombre junto a Hamilton, Lord  Snowdon,  Yousuf  Karsh,  Steichen, Sarah  Moon o  Hideki  Fujii y sería conocida en todo el mundo. Como nació en Vigo, su fama solo trascendió a los países contiguos (Francia y Portugal) y la América del Sur, donde a través de conferencias y demostraciones, se significó como un ejemplo del retrato comercial español”.
Se jubiló la finales del año 2002 a los setenta años, dejando el negocio familiar en manos de su hija María, aunque siguió asistiendo a seminarios y conferencias y continuó recibiendo premios y reconocimientos. Su relación con la fotografía continuó a través de la pintura.
En 2014 su hija María cerró el negocio familiar, cesando definitivamente la actividad cuando se cumplían seis décadas de la apertura del primer estudio en Vigo.

## Vida personal
En 1952 se casó con José Álvarez. Tuvieron cuatro hijos: José Manuel, Carlos, María y Marta.

## Publicaciones
- Quintero, Mary. Álbum de carnaval. Madrid: Grupo foto, 1987. ISBN 84-404-0487-5
- Quintero, Mary. Así os viu a súa cámara. Vigo: Concellería de Cultura, Educación e Muller, 1995. ISBN 84-87637-29-9. (Catálogo de la exposición presentada en la Casa das Artes en Vigo en 1994).
- En noviembre de 2015 se presentó el libro Mary Quintero, retratista desde os 15 anos, con textos de Fernanda Padín y editado por la editorial Xerais. El libro  recoge los más de sesenta años de profesión de Quintero, con datos privados y técnicos, referencias a artículos periodísticos y anécdotas contadas por la propia fotógrafa. ISBN 978-84-9914-937-0.[11]

## Premios y reconocimientos
A lo largo de su vida profesional recibió numerosos premios y homenajes:
- 1981. Premio "Mejor Fotógrafo de España", otorgado en el II Congreso Nacional de Fotografía celebrado en Oviedo.
- 1981. Granada de Oro de la asociación Profesional Andaluza.[12]
- 1981. Homenaje en La Coruña de los fotógrafos gallegos.[12]
- 1984. Medalla Meritxell del Principado de Andorra.[12]
- 1985. Premio "Master de popularidad", entregado por Pepe Domingo Castaño y Julia Otero.
- 1986. Premio "La novia de año Kodak " patrocinado por Kodak  y Pronovias.
- 1988. Premio "Libro del Año" de imágenes por su libro Álbum de carnaval.
- 1990. Óscar del año por ser elegida la Fotógrafa más Popular de España en una encuesta realizada por la revista especializada, Foto/VENTAS a fotógrafos profesionales españoles.
- 1991. Representación de España para asistir a una conferencia a petición de la Oficina Cultural Soviética.
- 1994. Premio Viguesa Distinguida, otorgado por el Ayuntamiento de Vigo.
- 1998. Homenaje de la Asociación de Fotógrafos de la provincia de Pontevedra, en el marco de las IX Jornadas Gallegas de Fotografía.
- 2001. Medalla de Oro y Brillantes de Sevilla.
- 2002. Medalla de Bronce de Galicia, otorgada por la Junta de Galicia.[13]
- 2004. Homenaje por su trayectoria fotográfica en el 1º salón Internacional Galaico-Portugués  de Fotografía y Vídeo "Atlantimag", en la Feria Internacional de Galicia.
- 2005. Elegida Profesional del año (Óscar 2005) por la revista Foto Ventas digital.
- 2006. Medalla de Oro de la Comunidad Valenciana como homenaje a toda su carrera.
- 2011. El Ayuntamiento de Monterroso le asignó su nombre a una calle.[14]
- 2013. El Centro de Documentación y Recursos Feministas de Vigo la invitó a participar en un ciclo de charlas titulado "Historias vividas y contadas por sus protagonistas" para homenajear a mujeres que hicieron historia en la ciudad de Vigo.[15]
- 2013. La Agrupación Fotográfica Gallega le rindió un homenaje inaugurando un ciclo de conferencias con su presencia.[16]
- 2015. La Diputación de la Coruña la reconoció como "Fotógrafa histórica", destacándola como la primera mujer gallega que expuso fotografía en una sala. De esta forma, Quintero se convirtió en la primera mujer en recibir este nombramiento que hasta ese momento solo recayera en artistas hombres como Manuel Ferrol, Ramón Caamaño, Tino Quián, Alberto  Martí,  Virxilio Viéitez ou Manuel Blanco, entre otros.[17]
- 2015. La Comisión de Igualdad del Consello da Cultura Galega organizó una jornada titulada "A luz que alumea a vida" para visibilizar y homenajear su legado.[18]
- 2015. Homenaje en Mondariz Balneario organizada por amistades, colaboradores y compañeros.[19]
- 2017. Premio Empresarias Galicia, otorgado por la Asociación Empresarias Galicia[20]